# Сібрук (Меріленд)
Сібрук (англ. Seabrook) — переписна місцевість (CDP) в США, в окрузі Графство принца Георга штату Меріленд. Населення — 19 627 осіб (2020).

## Географія
Сібрук розташований за координатами 38°58′56″ пн. ш. 76°51′4″ зх. д. / 38.98222° пн. ш. 76.85111° зх. д. (38.982111, -76.851115).  За даними Бюро перепису населення США в 2010 році переписна місцевість мала площу 7,83 км², з яких 7,82 км² — суходіл та 0,01 км² — водойми.

## Демографія
Згідно з переписом 2010 року, у переписній місцевості мешкало 17 287 осіб у 5800 домогосподарствах у складі 4073 родин. Густота населення становила 2208 осіб/км².  Було 6195 помешкань (791/км²).
Расовий склад населення:
| - 65,5 % — чорних або афроамериканців - 16,2 % — білих - 5,9 % — азіатів - 0,3 % — корінних американців - 0,1 % — вихідців з тихоокеанських островів - 8,9 % — осіб інших рас |

До двох чи більше рас належало 3,1 %. Частка іспаномовних становила 14,7 % від усіх жителів.
За віковим діапазоном населення розподілялося таким чином: 26,2 % — особи молодші 18 років, 65,2 % — особи у віці 18—64 років, 8,6 % — особи у віці 65 років та старші. Медіана віку мешканця становила 34,1 року. На 100 осіб жіночої статі у переписній місцевості припадало 89,1 чоловіків;  на 100 жінок у віці від 18 років та старших — 84,6 чоловіків також старших 18 років.
Середній дохід на одне домашнє господарство  становив 78 297 доларів США (медіана — 69 307), а середній дохід на одну сім'ю — 84 974 долари (медіана — 76 048). Медіана доходів становила 43 185 доларів для чоловіків та 44 684 долари для жінок. За межею бідності перебувало 7,9 % осіб, у тому числі 10,0 % дітей у віці до 18 років та 2,7 % осіб у віці 65 років та старших.
Цивільне працевлаштоване населення становило 8814 особи. Основні галузі зайнятості: освіта, охорона здоров'я та соціальна допомога — 27,8 %, науковці, спеціалісти, менеджери — 14,4 %, публічна адміністрація — 12,0 %, роздрібна торгівля — 9,9 %.